# Port lotniczy Ebon
Port lotniczy Ebon (IATA: EBO) – port lotniczy zlokalizowany na atolu Ebon (Wyspy Marshalla).

## Linie lotnicze i połączenia
- Air Marshall Islands (Majuro, Namdrik)